# 静岡県道103号熱海停車場線

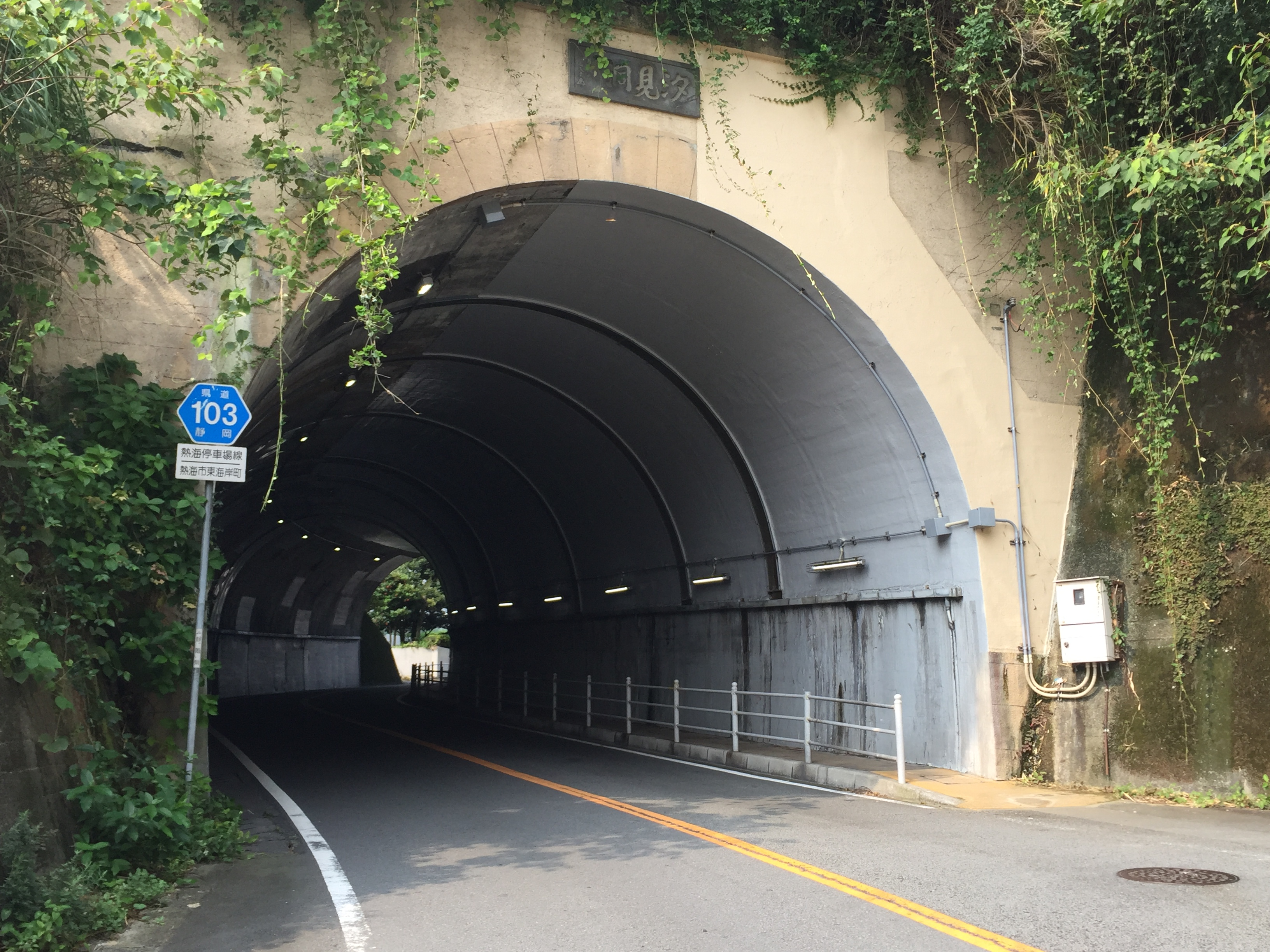
静岡県道103号起点付近（熱海市東海岸町、汐見洞門）

静岡県道103号熱海停車場線（しずおかけんどう103ごう あたみていしゃじょうせん）は、静岡県熱海市内を通る一般県道である。

## 概要

### 路線データ
- 起点：熱海停車場
- 終点：静岡県熱海市春日町（国道135号交点）

## 沿革
- 1965年（昭和40年）8月27日 - 認定[1]

## 地理

### 通過する自治体
- 静岡県熱海市

### 接続する道路
- なし（起点：「熱海駅バスターミナル」付近）
- 国道135号（終点：春日町交差点）

### 周辺
- JR東海道新幹線・東海道本線・伊東線 熱海駅
- 熱海簡易裁判所
- 静岡家庭裁判所 熱海出張所
- 熱海区検察庁
- 熱海駅前郵便局
- 熱海サンビーチ
- お宮の松
- 国際医療福祉大学 熱海病院
- MOA美術館
- 熱海市立熱海中学校
- 熱海市立桃山小学校